# Bethelium inscriptum
Bethelium inscriptum är en skalbaggsart som först beskrevs av Francis Polkinghorne Pascoe 1862.  Bethelium inscriptum ingår i släktet Bethelium och familjen långhorningar. Inga underarter finns listade.